# Inhomirim

Inhomirim tillhör kommunen Magé, vars läge är här markerat.

Inhomirim är en ort och ett distrikt i Brasilien och ligger i kommunen Magé i delstaten Rio de Janeiro. Den ingår i Rio de Janeiros storstadsområde och hade 109 380 invånare vid folkräkningen 2010. Inhomirim är den största orten i kommunen, vars centralort är ungefär hälften så stor.